# Isoritmia

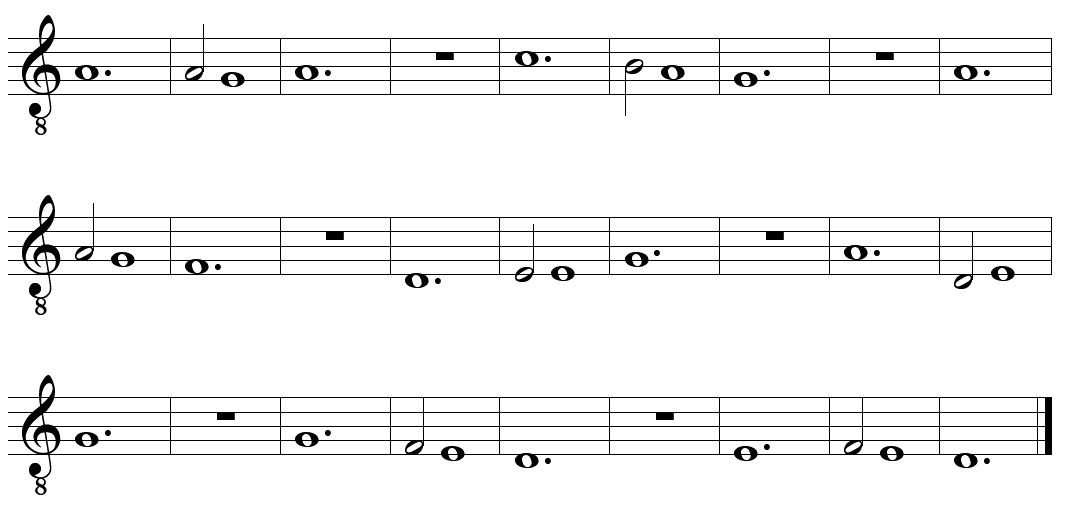
Tenor Isorritmico da parte doKyrie de Machaut's Messe de Nostre Dame (c. 1360). A color de 28 notas é feita com um grupo de quatro notas talea que se repete sete vezes.

Isorritmia (do Grego que significa "o mesmo ritmo") é uma técnica musical que combina uma sequência fixa de notas com uma sequência rítmica. Consiste numa ordem de durações ou ritmos, chamada Talea (plural taleae), que é repetida durante uma melodia de Tenor em que as notas ou séries, chamadas de color (repetição), variam em número de membros a partir da talea. O termo foi cunhado em 1904 por Friedrich Ludwig para descrever esta prática nos motetos polifónicos dos séculos XIV e XV mas é também usado nos motetos da Idade Média, na música da Índia e por compositores modernos, tais como, Alban Berg, Oliver Messiaen e John Cage. Pode ser usado em todas as vozes ou em apenas algumas delas. Em motetos, começou com a voz do Tenor mas foi depois estendida a vozes superiores.
O compositor Philippe de Vitry da Ars Nova foi apontado como o inventor desta técnica, mas "não foi uma invenção de Philippe de Vitry nem sua exclusiva propriedade nos início do século XIV." As construções isorritmicas eram normalmente variadas entre o uso de ritmos fixos ou livres na repetição das color. (Hoppin 1978, p.363)

Plano estrutural do Tenor de um moteto isorrítmico do medieval tardio com diminuição de terceira, Sub Arturo plebs de Johannes Alanus. Uma color de 24 longae (48 compassos em notação moderna), dividida em 3 taleae. A color é repetida três vezes, cada uma com durações diferentes. O seu comprimento é subsequentemente diminído pelos factores de 9:6:4. O gráfico mostra (a) ta pre-existência de Gregoriano cantus firmus; (b) o tenor está escrito em notação mensural; e (c) uma transcrição parcial do inicio de cada uma das nove taleae em notação moderna.

A Talea nos primórdios das composições isorrítmicas era usualmente uma pequena sequência de poucas notas, correspondendo, normalmente, a um modo rítmico. No decorrer do século XIV, as Taleae tornaram-se muito mais longas e elaboradas e eram usadas para estruturar trabalhos de dimensões muito maiores, onde cada color e talea constituíam uma secção estrutural substancial da composição medindo vários compassos. Por volta de 1400, a técnica de diminuição de moteto tornou-se comum: um longo color do tenor era repetido várias vezes de acordo com diferentes regras de mensuração, tornando a sua execução cada vez mais rápida de forma proporcional. Esta tecnica era ainda muito usada nos motets cerimoniais de larga escala de Guillaume Dufay nos meados do século XV, mas o seu trabalho marca também o uso extensivo de estilos polifônicos mais fluidos do início da renascença. O moteto de Dufay, Nuper Rosarum Flores, escrito para a inauguração da nova cúpula da Catedral de Florença em 1436, conhecida como a última grande composição de um moteto isorrítmico.
Nos tempos modernos, o termo "isorritmo" é geralmente associado à prática de repetir duas partes de parâmetros (tais como duração ou altura de notas) a diferentes escalas, de forma a que os valores de um parâmetro sejam associados com diferentes valores do parâmetro a cada repetição. A color do isorritmo pode ser comparada com a linha tonal de ordem fixa de tons e variadas durações do Dodecafonismo. O seralismo integral, inovação da música moderna das classes de Olivier Messiaen, gerou-se do estudo das composições dodecafónicas de Anton Webern e a isorritmia organizada nos motetos de Guillaume de Machaut.

## Fonte
- Hoppin, Richard H. (1978). Medieval Music. New York: W.W. Norton & Co. ISBN 0-393-09090-6.